# Jaktfalkarna
Jaktfalkarna, senare benämnd Jetpiloterna (franska: Tanguy et Laverdure), var en realistisk flygserie skapad av Jean-Michel Charlier och Albert Uderzo.
Flygserien publicerades ursprungligen i den franska serietidningen Pilote och fanns med redan i tidningens första nummer 1959. Serien handlar om piloterna Michel Tanguy och Ernest Laverdures äventyr som Mirage-piloter i det franska flygvapnet. Serien har även bland annat tecknats av Jijé.
Totalt gavs 27 album ut på franska från 1961 till 1988. Det har även getts ut fyra album efter Charliers död 1989, skrivna av Jean-Claude Laidin med ett antal olika tecknare.
Fem av albumen översattes till svenska åren 1972 och 1973. De första albumen hade titeln Jaktfalkarna, de senare Jetpiloterna med hänsyftning till den franska tv-serien Jetpiloterna.

## Andra medier
- Den tidigare nämnda franska TV-serien "Les Chevaliers du ciel" (Luftens riddare), på svenska "Jetpiloterna".
- Ett senare försök att göra en uppföljare gjordes 1988 under namnet "Les nouveaux chevaliers du ciel".
- En film baserad på serien men med nya karaktärer gjordes 2005 under namnet "Les chevaliers du ciel" med den engelska titeln "Sky Fighters".